# Paju (métro de Séoul)
Pour les articles homonymes, voir Paju (homonymie).
Paju (hangeul : 파주 ; hanja : 坡州), nom complémentaire Doowon University, est une station de passage de la ligne Gyeongui-Jungang du métro de Séoul. Elle est située au 38 Jurawi-gil, Paju-eup, sur le territoire de la ville de Paju, au nord de Séoul dans la province Gyeonggi-do, en Corée du Sud. 
Ouverte en 1965 comme halte de ligne Gyeongui, elle devient une station de métro en 2009. La station est desservie par les circulations des rames omnibus et express sur la ligne Gyeongui-Jungang.

## Situation sur le réseau

Plan du réseau du métro de Séoul (2023)

Établie en surface, Paju est une station de passage de la ligne Gyeongui-Jungang du métro de Séoul : elle est située entre la station Munsan, le terminus ouest, et la station Wollong, en direction du terminus est Jipyeong.

## Histoire

### Gare ferroviaire (1965-2009)
Paju est une halte sans personnel de la ligne Gyeongui, située le long de la route nationale 1, lors de sa mise en service le 21 août 1965. Elle dispose d'un guichet à partir du 1er septembre 1967. En 1998, la création de la nouvelle gare Wollong, nécessite son déplacement de 800 m en direction du nord. Elle redevient une halte sans personnel. Elle est fermée ponctuellement du 1er juin 2000 au 26 février 2001 du fait de la réalisation d'un important chantier pour prévenir les risques d'inondations.

### Station de métro (depuis 2009)
Elle prend le statut de station de métro, le 1er juillet 2009, lors de l'intégration de la ligne Gyeongui dans le réseau du métro de Séoul.
Paju devient une station de la ligne Gyeongui-Jungang, du réseau du métro de Séoul, lors de la création de cette ligne, le 27 décembre 2014, par la création de la section, entre Gongdeok et Yongsan, qui permet la fusion entre les anciennes lignes Gyeongui et Jungang.

## Services aux voyageurs

### Accès et accueil
Elle est située au 38 Jurawi-gil, Paju-eup et au 516-3 Bongam-ri, Paju-eup. Elle dispose notamment d'automates pour les billets de transports.

### Desserte
Paju, dispose de deux quais (centraux) 1-2 et 3-4, seuls les quais du centre (2 et 3), équipés de portes palières, sont desservis par les circulations régulières : les rames omnibus de la ligne Gyeongui-Jungang qui parcourent l'ensemble de la ligne entre les stations terminus de Munsan et Jipyeong ; et par les rames du Jungang Express, qui circulent entre les stations Munsan et Yongmun.

Installations
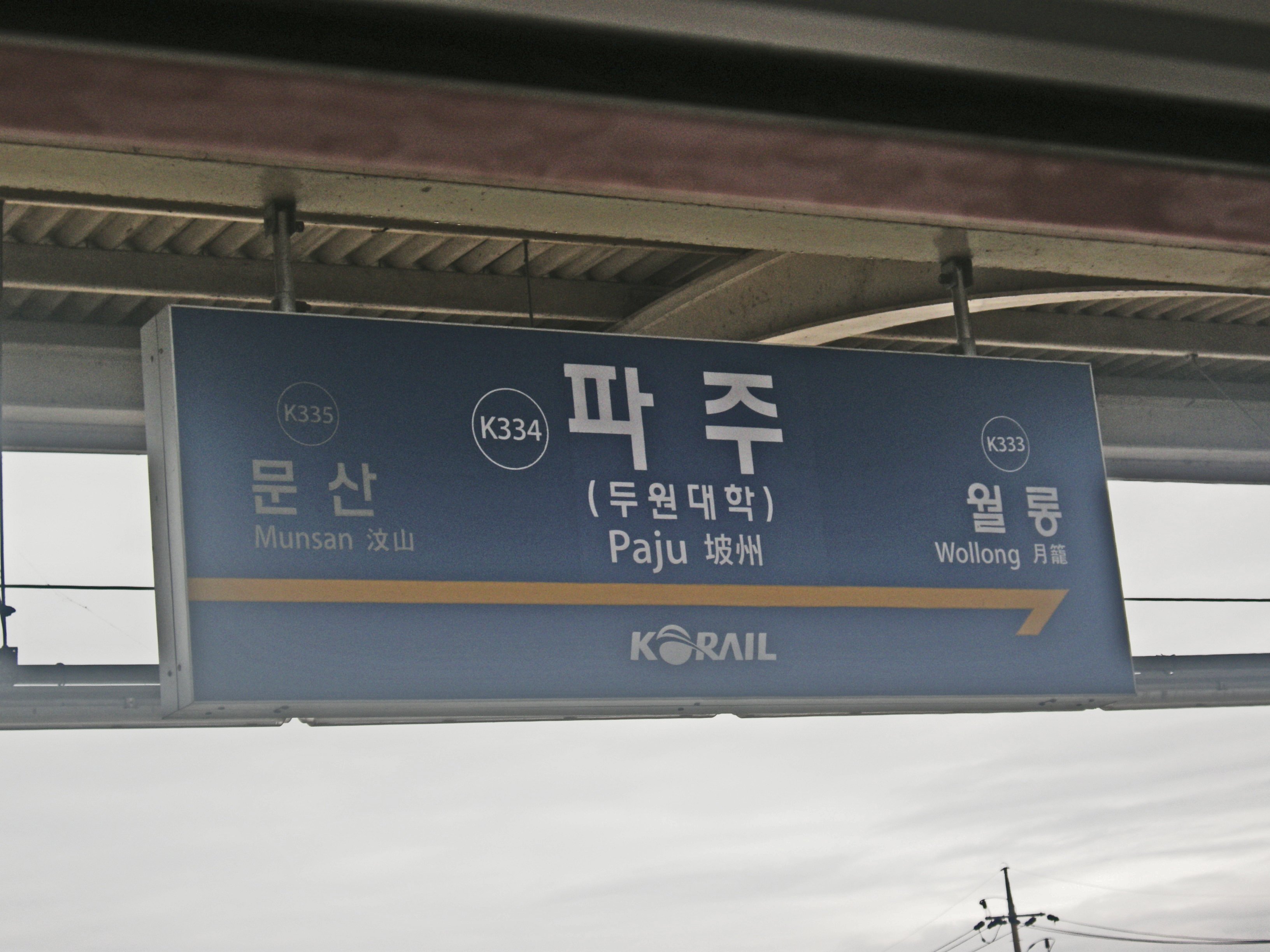
en 2012.
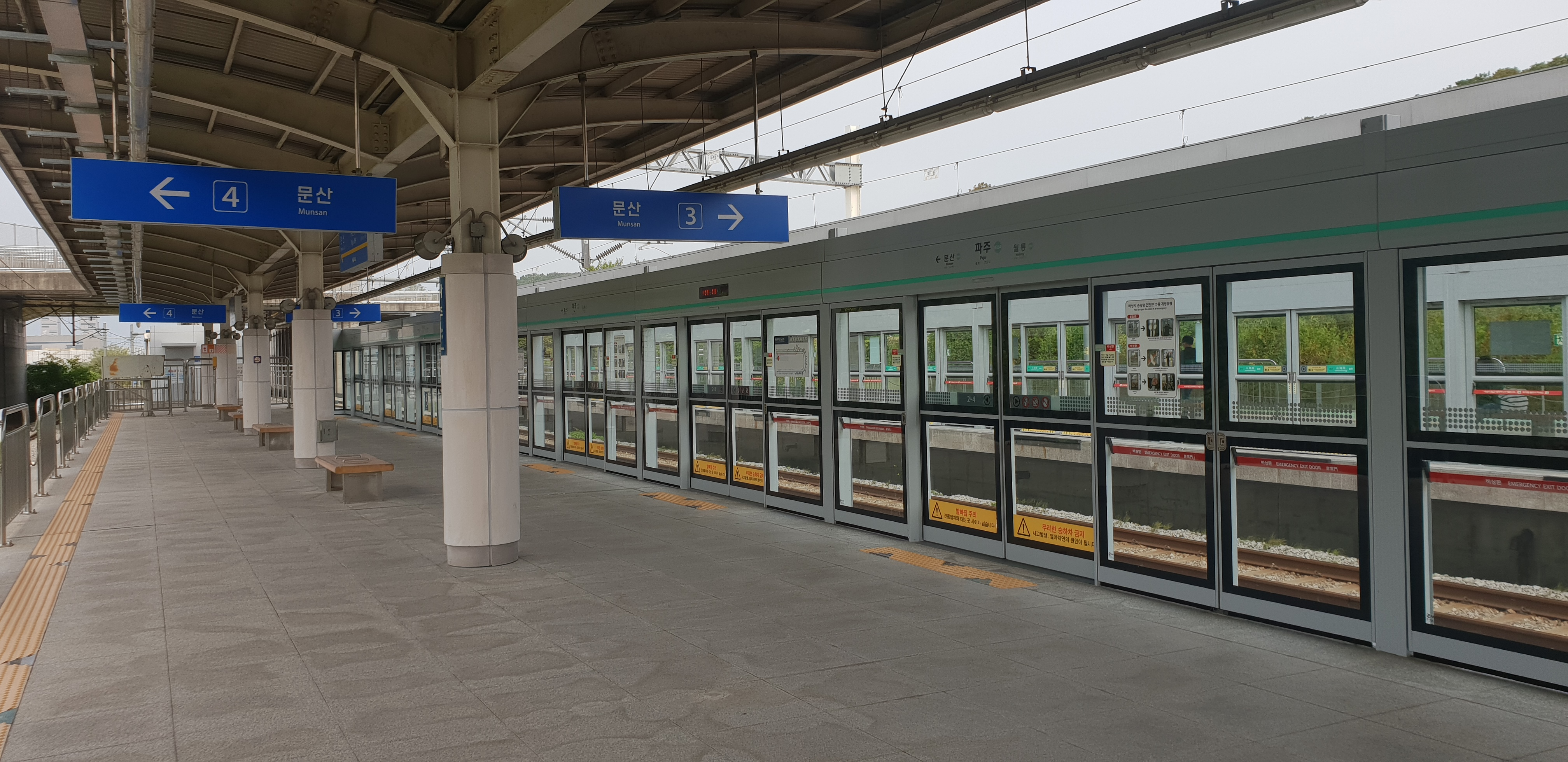
En 2018.

### Intermodalité
Des arrêts de bus sont situés à proximité.

## À proximité
Bien que le nom de la station soit équivalent à celui de la ville, c'est la station Geumchon qui est situé au centre-ville et dessert l'hôtel de ville et les principales activités marchandes. Par contre, elle dessert le Doowon Institute of Technology et le Club de golf de la vallée de Seowon.